# Franciszka Kulas
Franciszka Kulas (ur. 8 kwietnia 1901 w Tatarach, zm. 9 października 1993 w Antoniach) – wycinankarka i śpiewaczka z Puszczy Zielonej, laureatka Nagrody im. Oskara Kolberga.

## Życiorys
Przyszła na świat w rodzinie Konopków, zasłużonych twórców ludowych Konopków. Wycinania uczyła się od matki Marianny Konopki (1880–1962), wybitnej wycinankarki. Po zamążpójściu (1922) zamieszkała w Antoniach.
Wycinanki, które tworzyła, cechowało grube cięcie oraz bogata i tradycyjna stara ornamentyka. Poza wycinankarstwem zajmowała się wypiekiem pieczywa obrzędowego (byśki, jelenie, kozy i nowe latka). Od 1950 współpracowała ze Spółdzielnią Rękodzieła Ludowego i Artystycznego „Kurpianka” w Kadzidle. W latach 1964–1975 mieszkała u syna w Krzywym Rogu. Dołączyła wówczas do ludowego zespołu „Rutkowianie”, działającego przy PGR Sorkwity, gdzie była śpiewaczką.
Wielokrotnie brała udział w konkursach sztuki ludowej. Pierwszy raz wzięła udział w konkursie zorganizowanym w Kadzidle w 1948. Dostała nagrody za wycinanki prezentowane na ogólnopolskich konkursach (Warszawa 1955 i 1971, Łowicz 1970, Toruń 1979). Jej prace pokazywano na wojewódzkich i regionalnych przeglądach sztuki ludowej w Olsztynie, Mrągowie, Giżycku i Węgorzewie. Kilka razy była stypendystką Ministerstwa Kultury i Sztuki. Swoje prace sprzedawała na kiermaszach i pokazach sztuki ludowej. Można je też zobaczyć w muzeach: Kultury Kurpiowskiej w Ostrołęce, Północno-Mazowieckim w Łomży, w Skansenie Kurpiowskim w Nowogrodzie nad Narwią, w Państwowym Muzeum Etnograficznym w Warszawie, Muzeum Etnograficznym im. Marii Znamierowskiej-Prüfferowej w Toruniu, Muzeum Warmii i Mazur w Olsztynie oraz Muzeum Kultury Ludowej w Węgorzewie. Jej wycinanki są też przechowywane w Muzeum Wycinanki Polskiej w Konstancinie.
W 1986 została laureatką Nagrody im. Oskara Kolberga. Kilkakrotnie była stypendystką Ministerstwa Kultury i Sztuki.

## Upamiętnienie
W 2020 była jedną z bohaterek wystawy pt. Wycinanka kurpiowska z Puszczy Zielonej przygotowanej przez Muzeum Kultury Kurpiowskiej w Ostrołęce.